# Anissa Jones
Mary Anissa Jones (Lafayette, 11 marzo 1958 – Oceanside, 28 agosto 1976) è stata un'attrice statunitense, nota come attrice bambina per la sua partecipazione alla serie TV Tre nipoti e un maggiordomo (Family Affair) dal 1966 al 1971.

## Biografia
Al momento della nascita, il padre John Paul Jones (1929-1974) era laureato in ingegneria e membro del consiglio di facoltà della Pardue University, dove sua madre Mary Paula Tweel (1932-2012) studiava zoologia. Dopo la nascita del fratello di Anissa, John Paul Jones Jr. (1959-1984), la famiglia si trasferì a Playa Del Rey, in California, dove il padre trovò lavoro come ingegnere aerospaziale. Qui Anissa frequenta la Paseo de Rey Elementary School e poi la Orville Wright Junior High School.
La Jones aveva origini libanesi da parte dei nonni materni, il suo secondo nome, Anissa, significa "amico leale" in arabo.
Nel 1960, quando Anissa aveva due anni, sua madre la iscrisse a lezioni di ballo e nel 1964, quando aveva sei anni, la presentò ad  un'audizione aperta per uno spot pubblicitario di cereali per la colazione, che divenne la sua prima apparizione televisiva.
Nel 1966, a soli 8 anni, venne scritturata per la fortunata serie televisiva Tre nipoti e un maggiordomo, dove interpretava Buffy la sorellina gemella di Jody interpretato da Johnny Whitaker. Dopo la conclusione della serie, avvenuta nel 1971, la Jones ottenne un provino per il ruolo di Regan MacNeil ne L'esorcista (1973) di William Friedkin, parte che fu affidata poi a Linda Blair; in seguito le fu proposta una parte in Taxi Driver (1976) di Martin Scorsese, che però andò a Jodie Foster. Decise quindi di ritirarsi dal mondo dello spettacolo, riprendendo gli studi. Dopo il compimento dei 18 anni, e ottenuti 180.000 dollari grazie a un fondo creato all'inizio del suo lavoro nella serie televisiva, si trasferì con il fratello in un appartamento.
In questo periodo conobbe Allan "Butch" Koven, un ragazzo con problemi di droga. Morì a soli 18 anni, nel 1976, in seguito a un'overdose di cocaina e altre droghe dopo una festa avvenuta a Oceanside in California.
Anissa Jones fu cremata e le sue ceneri furono disperse nell'oceano Pacifico.

## Filmografia

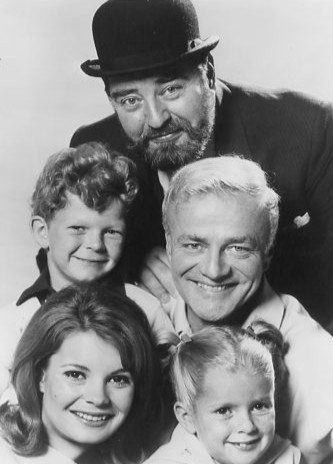
Personaggi principali di Tre nipoti e un maggiordomo: Sebastian Cabot (Mr. Giles French), Johnny Whitaker (Jody), Brian Keith (Bill Davis), Kathy Garver (Cissy) e Anissa Jones (Buffy)

- Tre nipoti e un maggiordomo (Family Affair) – serie TV, 138 episodi (1966-1971)
- Guai con le ragazze (The Trouble with Girls), regia di Peter Tewksbury (1969)
- To Rome with Love – serie TV, episodio 2x04 (1970)

## Riconoscimenti
- Young Hollywood Hall of Fame (1960's)